# NGC 5076
NGC 5076 ist eine Linsenförmige Galaxie vom Hubble-Typ S0/a im Sternbild Jungfrau auf der Ekliptik. Sie ist schätzungsweise 129 Millionen Lichtjahre von der Milchstraße entfernt und hat einen Durchmesser von etwa 55.000 Lichtjahren. Gemeinsam mit NGC 5077 und NGC 5079 bildet sie das Galaxientrio Holm 514.
Das Objekt wurde am 11. Mai 1784 vom deutsch-britischen Astronomen Wilhelm Herschel mit einem 18,7-Zoll-Spiegelteleskop entdeckt, der dabei „The two most south of three. That in the middle is very faint, very small“ notierte (die beiden anderen erwähnten Galaxien sind NGC 5077 und NGC 5079). Sein Sohn, der britische Astronom John Herschel beschrieb sie bei einer Beobachtung im Jahr 1835 mit „very faint, small, round. The first of a group of 3 nebulae“.